# Stay True
Stay Tru – dziewiąty album amerykańskiego rapera Pastora Troya. W pierwszym tygodniu sprzedany z nakładem 6 tysięcy. Mimo iż w projekcie pomagał sam Drumma Boy, którego twórczość można usłyszeć choćby w utworze "Police Can’t Break It Up". Cały krążek jak poprzednik jest czystym crunkiem.

## Lista utworów
| #  | Tytuł                                 | Producent   | Długość |
| 1  | "Stay Tru!!!"                         | HIN         | 4:04    |
| 2  | "Me Actin' Up"                        | P-No        | 3:29    |
| 3  | "Skit"                                | Pastor Troy | 0:46    |
| 4  | "Lyin' Bout Her Crib"                 | Cooley C    | 4:39    |
| 5  | "Police Can’t Break It Up"            | Drumma Boy  | 4:29    |
| 6  | "Where the Hoes"                      | P-No        | 3:37    |
| 7  | "Skit - Idol"                         | Pastor Troy | 1:22    |
| 8  | "Well Un Huh"                         | P-No        | 3:45    |
| 9  | "Polos & Lacoste"                     | P-No        | 3:06    |
| 10 | "Watcha Say (Feat. D.S.G.B.)"         | Cooley C    | 3:16    |
| 11 | "Heard the Party"                     | Shawty Redd | 3:56    |
| 12 | "Attitude Adjuster"                   | P-No        | 4:11    |
| 13 | "Get Down or Lay Down (Feat.Mr.Mudd)" | DJ Brad     | 5:37    |
| 14 | "Off in This Game"                    | Drumma Boy  | 4:50    |